# 刺真圓鰭魚
刺真圓鰭魚，為輻鰭魚綱鮋形目杜父魚亞目絨杜父魚科的其中一種，為寒帶海水魚，分布於北極圈、西北大西洋加拿大哈德遜灣至美國麻州、格陵蘭；東北大西洋巴倫支海、冰島、挪威海域，棲息深度30-400公尺，體長可達13.2公分，棲息在岩石底質底層水域，以甲殼類、小魚為食，生活習性不明。

## 扩展阅读
維基物種上的相關：刺真圓鰭魚